# 世良田站

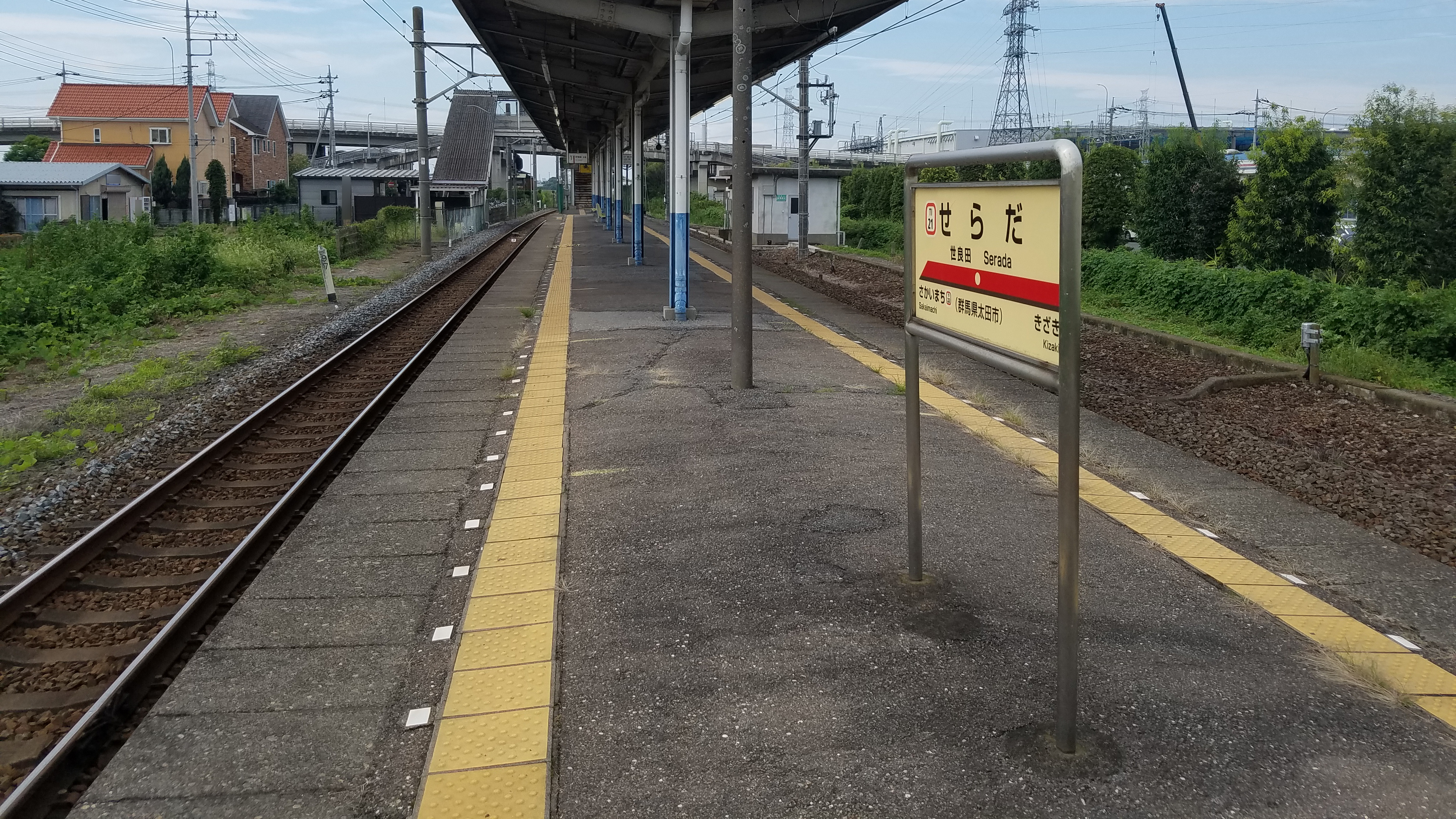
月台（2021年9月）

世良田站（日语：／ Serada eki */?）是一個位於群馬縣太田市世良田町，屬於東武鐵道伊勢崎線的鐵路車站。車站編號是TI 21。

## 歷史
- 1927年（昭和2年）10月1日－開業。
- 1973年（昭和48年）9月1日－車站無人化，成為簡易委託站。
- 2006年（平成18年）3月18日－太田～伊勢崎間開始單人運轉。
- 2007年（平成18年）3月－新站舍啟用。
- 2013年（平成25年）3月16日－改點，非特急列車延伸至館林站。

## 車站結構
島式月台1面2線的地面車站。近距離乘車券可在附近的自行車租借處購買。站房在線路南側，月台之間有天橋聯繫。站房內有PASMO對應簡易驗票機、乘車證明書發行機與廁所。

### 月台配置
| 月台 | 路線     | 方向 | 目的地                                                     |
| ---- | -------- | ---- | ---------------------------------------------------------- |
| 1    | 伊勢崎線 | 下行 | 伊勢崎方向                                                 |
| 2    | 伊勢崎線 | 上行 | 太田、足利市、館林、 東武晴空塔線 北千住、晴空塔、淺草方向 |

## 使用情況
2018年度1日平均上下車人次為476人，是伊勢崎線使用人次最少的車站。
近年1日平均上下車人次推移如下表｡
| 年度               | 1日平均上下車人次 |
| ------------------ | ----------------- |
| 2000年（平成12年） | 482               |
| 2001年（平成13年） | 400               |
| 2002年（平成14年） | 369               |
| 2003年（平成15年） | 357               |
| 2004年（平成16年） | 372               |
| 2005年（平成17年） | 361               |
| 2006年（平成18年） | 355               |
| 2007年（平成19年） | 426               |
| 2008年（平成20年） | 450               |
| 2009年（平成21年） | 412               |
| 2010年（平成22年） | 390               |
| 2011年（平成23年） | 414               |
| 2012年（平成24年） | 434               |
| 2013年（平成25年） | 452               |
| 2014年（平成26年） | 435               |
| 2015年（平成27年） | 456               |
| 2016年（平成28年） | 430               |
| 2017年（平成29年） | 469               |
| 2018年（平成30年） | 476               |

## 車站周邊
- 太田市役所世良田行政中心
- 世良田郵便局
- 尾島工業團地
- 世良田東照宮（日语：世良田東照宮）
- 太田市立新田莊歷史資料館（日语：太田市立新田荘歴史資料館）
- 太田市立緣切寺滿德寺資料館（日语：太田市立縁切寺満徳寺資料館）
- 長樂寺 (太田市)（日语：長楽寺 (太田市)）

## 相鄰車站
東武鐵道
 伊勢崎線
木崎（TI 20）－世良田（TI 21）－境町（TI 22）

## 外部連結
- 世良田（車站資訊） - 東武鐵道

1. ↑  .   [2017-10-27]. （原始内容存档于2017-07-31）.